# Johann Georg Hagenauer

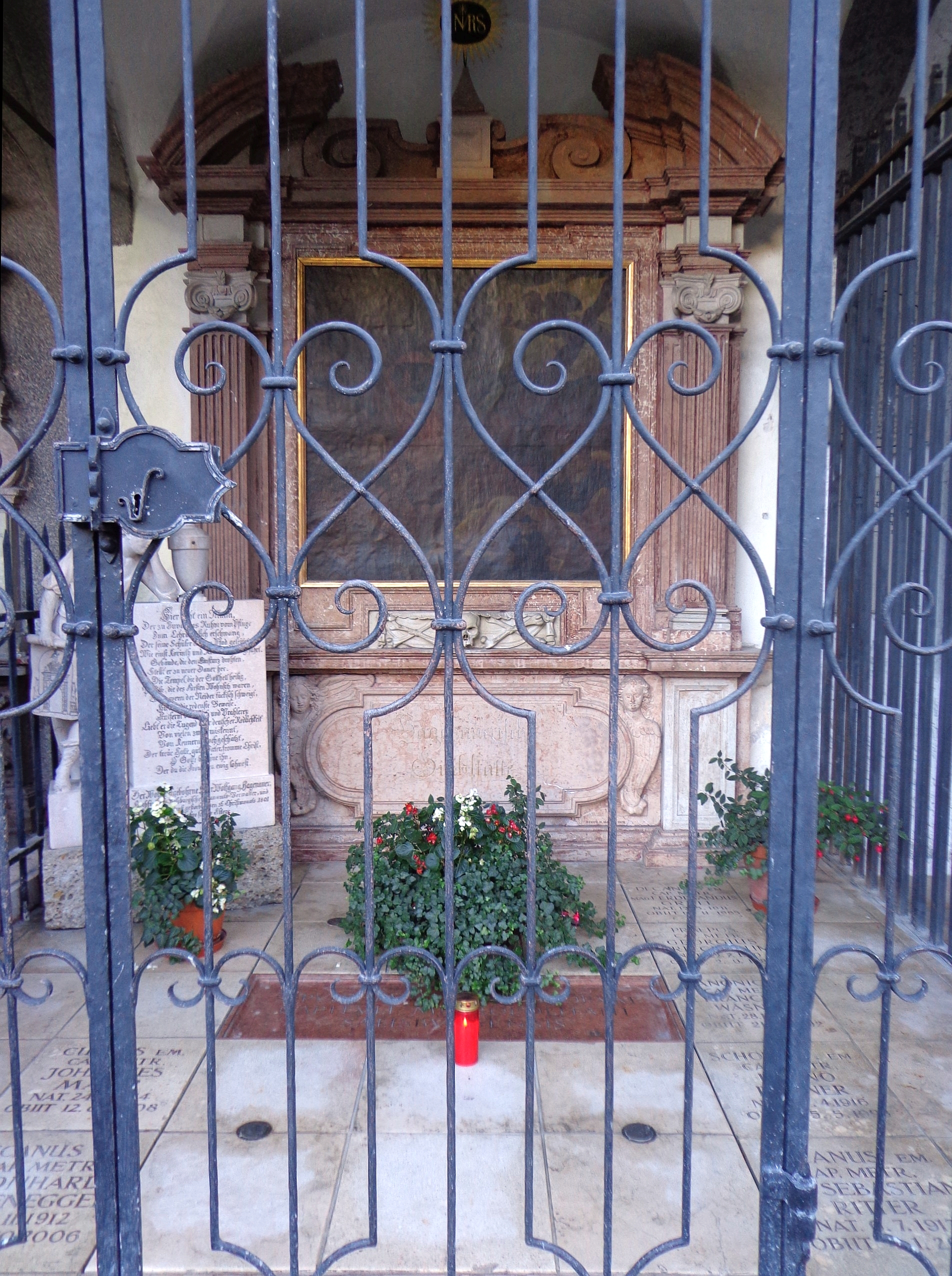
Hagenauer'sche Grablege (Gruft 52, Petersfriedhof Salzburg), in der Johann Georg Hagenauer und Wolfgang Hagenauer bestattet sind

Johann Georg Hagenauer (* 20. Februar 1748 in Straß, Erzstift  Salzburg, heute Oberbayern; † 6. April 1835 in Salzburg) war ein aus dem Erzstift Salzburg stammender Architekt.

## Leben
Johann Georg Hagenauer wurde 1748 als jüngstes von elf Kindern am Hagenauerischen Aman(n)gut in Straß (Ainring) geboren. Seine berühmten Brüder waren der Salzburger Architekt Wolfgang Hagenauer, der als hochfürstlicher Hofbauverwalter das gesamte Bauwesen des Erzstiftes Salzburg betreute, und Johann Baptist von Hagenauer, der vorerst ebenfalls in Diensten des Salzburger Erzbischofs stehende und dann ab 1774 zum Leiter der Akademie in Wien ernannte Bildhauer.
Während der anfänglichen Ausbildung bei seinem ältesten Bruder Wolfgang in dessen privater Zeichenschule in Salzburg wurde der kunstsinnige Erzbischof Sigismund Graf von Schrattenbach auf ihn aufmerksam. Er sandte, wie seine Brüder zuvor, Johann Georg Hagenauer nach Wien, wo er zwischen 1768 und 1771 Architektur an der Akademie studierte. Nach Salzburg zurückgekommen, fand er als Zeichner und später als Architekt bei Schrattenbach eine Anstellung. Nach Schrattenbachs Tod strich jedoch der neue Erzbischof Hieronymus von Colloredo diese Zuwendung. Hagenauers älterer Bruder Johann Baptist hatte eine Auseinandersetzung mit dem neuen Erzbischof und verließ Salzburg. So fiel es auch Johann Georg leicht, Salzburg den Rücken zu kehren. Nur der älteste Bruder Wolfgang, der sich in Salzburg bereits eine Existenz aufgebaut und Familie hatte, blieb. Der Gurker Bischof Joseph Franz Anton Graf Auersperg fand an den Arbeiten Hagenauers gefallen, freundete sich mit ihm an und sollte Johann Georg ein Mäzen und lebenslanger Freund werden. Mit dem Titel eines bischöflichen Hofbaudirektors reiste Hagenauer mit Auersperg, der kurz zuvor zum Bischof von Gurk gewählt worden war, nach Kärnten. Dort schuf Johann Georg Hagenauer unter anderem einen der bedeutendsten frühklassizistischen Schlossbauten Österreichs. Das Residenzschloss Pöckstein in Pöckstein-Zwischenwässern (Kärnten) mit groß angelegter Parkanlage entstand zwischen 1778 und 1782 nach seinen Plänen. Sein Bruder Johann Baptist war für die bildhauerische Ausstattung des Schlosses verantwortlich. Das Urteil der Zeitgenossen über den künstlerisch und technisch konsequent durchdachten Bau war jedoch nicht immer sehr schmeichelhaft. Ein Beitrag in der historischen Zeitschrift von Kärnten aus dem Jahre 1855 berichtet, dass die turmförmige Gestalt des Gebäudes Kaiser Josef II. (der mit Auersperg befreundet war) zu dem „schmerzhaften, aber treffenden Gleichnisse, es sehe einem Kanarien-vogelhäusel ähnlich“ veranlasste. Hagenauer nahm diese scherzhafte Äußerung Josef II., obwohl es sein erster größerer Bau war, sehr gelassen.
Als 1783 Auersperg zum Fürstbischof von Passau gewählt wurde, begleitete ihn Hagenauer dorthin. In Passau baute er das Theater und den Redoutensaal, 1784 für den Domdekan Thomas Grafen von Thun das Schloss Straß. 1790 baute er für den Domherrn Leopold Freiherrn von Hanxleden das Schloss Haidenhof und schließlich 1792 das Schloss Freudenhain mit seiner prächtigen Parkanlage für den seit 1788 zum Kardinal erhobenen Fürstbischof Auersperg. Nach dem Tod seines Freundes, Gönners und Auftraggebers Auersperg 1793 verblieb Johann Georg von Hagenauer unter dem neuen Fürstbischof von Passau Thomas Johann von Thun und Hohenstein in Passau. Für ihn arbeitete er an dem Ausbau der Brauerei Hacklberg und der Holztrift auf der Ilz sowie an dem Ausbau der Passauer Porzellanmanufaktur. Nach nur 11 Monaten Regierungszeit starb der neue Bischof an den Folgen eines Sturzes vom Pferd. So bekam Passau mit Leopold Leonhard Raymund von Thun, den Vetter des verstorbenen Fürstbischofs, einen weiteren Amtsnachfolger und somit Hagenauer einen neuen Auftraggeber.
Als am 22. Februar 1803 das Hochstift Passau, der weltliche Herrschaftsbereich des Bistums, durch den Reichsdeputationshauptschluss aufgehoben wurde, kehrte der erzbischöfliche Hofarchitekt nach Salzburg zurück. Dies war auch möglich, da der Salzburger Erzbischof Hieronymus von Colloredo, mit dem sich der Architekt Hagenauer seinerzeit überworfen hatte, bereits im Jahr 1800 vor den Franzosen nach Wien geflüchtet war. Dort blieb Colloredo bis zu seinem Tode, da bereits 1803 Salzburg säkularisiert wurde. In Salzburg wurde Hagenauer Amtsnachfolger seines bereits 1801 verstorbenen Bruders Wolfgang im kurfürstlichen Kameralbauamt. Er wurde kaiserlicher Rat und arbeitete als kurfürstlicher Baudirektor für seinen Vetter, den Salzburger Abt Dominikus von Hagenauer in Abtenau und Hallein. 1807 in österreichische Dienste übernommen, wurde er 1812 von der bayerischen Regierung quiesziert und 1819 pensioniert. Gegen Ende seines langen Lebens – er überlebte seine Frau um 45 Jahre und wurde stattliche 87 Jahre alt – wurde Johann Georg von Hagenauer zunehmend blind und taub. Als letzter der künstlerisch so begabten Hagenauer-Brüder starb Johann Georg am 6. April 1835 in Salzburg und wurde auf dem Petersfriedhof Salzburg in der Hagenauer'schen Grablege (Arkadengruft Nr. 52) beigesetzt, in der auch Wolfgang Hagenauer begraben ist.

## Familie
1786 wurde "Johann Georg von Hagenauer, wirklicher Hofkammerrath, hochfürstlicher Baudirektor und Architekt in Passau", der Adelsstand vom Fürstbischof Auersperg bestätigt und ihm das Recht zugestanden, das Adelsprädikat "von" zu tragen. Am 17. November 1786 heiratete der "hochwohlgeborene Herr Joh. Georg von Hagenauer, wirklicher Hofkammerrath, hochfürstlicher Baudirektor und Architekt" im Passauer Dom St. Stephan die "hoch und wohlgeborene Karolina Leopoldina Antonia Freyin von La Marre, k.k. Hauptmannstochter von Wr. Neustadt gebürtig" (* 18. März 1761; † 21. April 1790). Sie war die Tochter des k.k. Hauptmanns Anton Freiherr von La Marre und der Karoline Barbara von Altmannshofen. Die von Altman(n)shofen waren ein altes schwäbisches Geschlecht, das urkundlich erstmals 1250 mit Henricus von Altmannshofen genannt wurde. Karolinas Mutter (geborene Karoline von Altmannshofen) war eine der letzten aus dem Geschlecht der v. Altmannshofen, das im 18. Jahrhundert erlosch. Die La Marre (de La-Marre) waren eine adelige Militärfamilie aus Lothringen (Frankreich). Bereits der Urgroßvater Philipp de La Marre stand in österreichisch-habsburgischen Diensten im Heer von Prinz Eugen von Savoyen (1691 Major, 1704 Obristlieutenant – Obrist, 1708 Generalwachtmeister, 1716 Feldmarschall-Leutnant). Zwischen dem 17. und dem 19. Jahrhundert sollte sich diese Tradition fortsetzen, und so findet man etliche Offiziere unter den Freiherren von La-Marre, eingetragen in Militär-Listen des "österreichischen Kaiserthumes", im "Militärhandbuch des Königreiches Bayern", im "Königlich-Baierisches Regierungsblatt" oder in anderen Registern (Philippe 1691, Leopold 1727, Anton 1786, Heinrich 1801, Carl 1826, Anton 1826, Achilles 1836, Franz 1840, Eduard 1846, Adalbert 1867, Arthur 1868, Karl 1870 etc.).
Der Domdechant und Weihbischof von Passau, Thomas Johann Nepomuk Graf von Thun und Hohenstein, zelebrierte die Trauung. Trauzeugen waren der wirkl. geheime Rath und Hofkanzler Johann Jakob Merian Edler von Molitor (Hagenauers Schwipp-Schwager), sowie der Hofkammerrath und Hofpfleger Christian Schneditz.
Hagenauers Freund, Fürstbischof Kardinal Joseph Franz Anton von Auersperg, war Taufpate von Johann Georgs Kindern, die beiden nach Auersperg benannt wurden: Josepha von Hagenauer (* 1. Dezember 1787; † 24. April 1792), die vierjährig starb, und Franz de Paula II. von Hagenauer (* 9. Dezember 1789; † 5. Dezember 1843), der am 28. April 1823 die Edle Marie Schlossgängl von Edlenbach in Maria-Plain heiratete.

## Bildergalerie

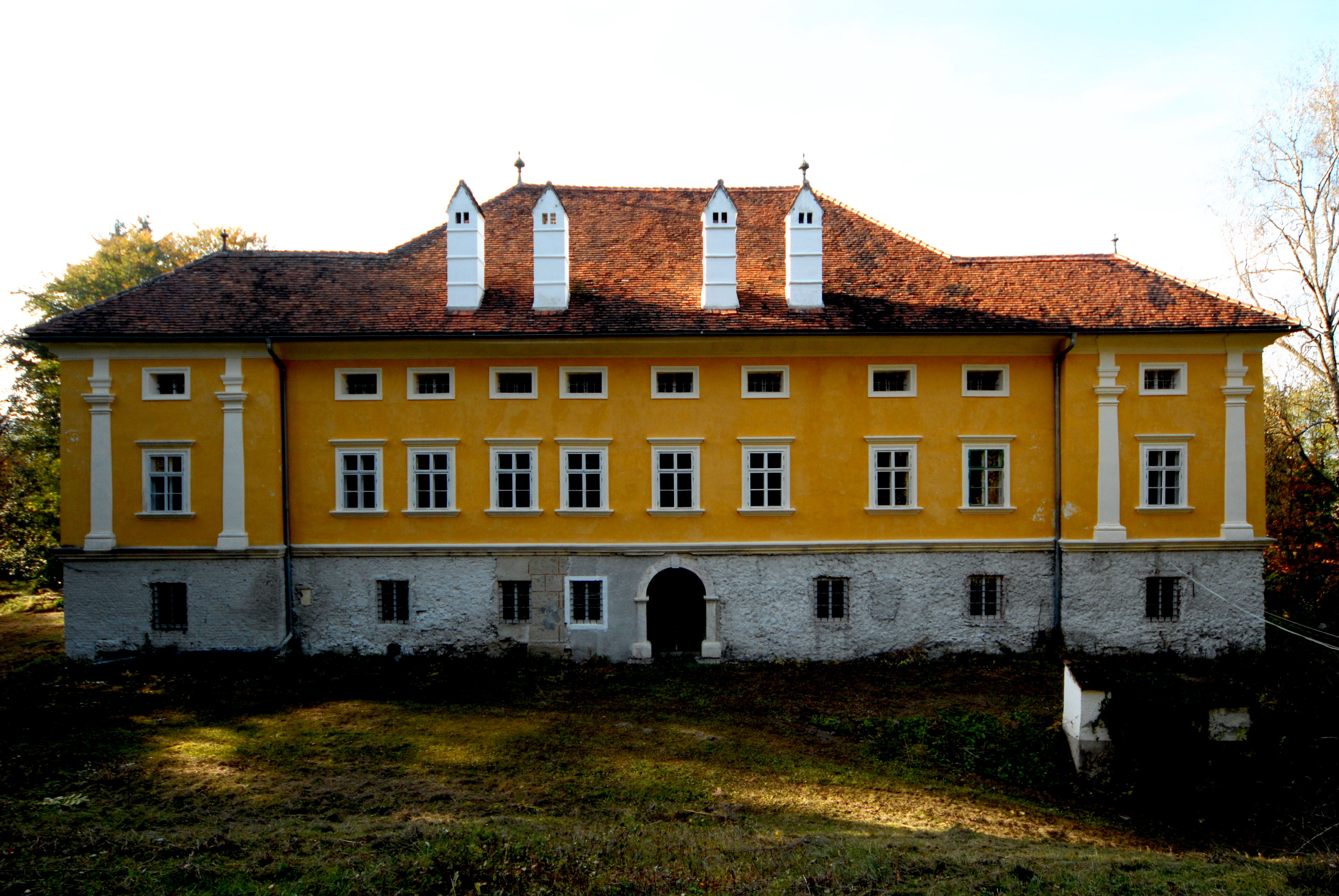
Schloss Stadlhof in Kärnten, 1772 – 1780
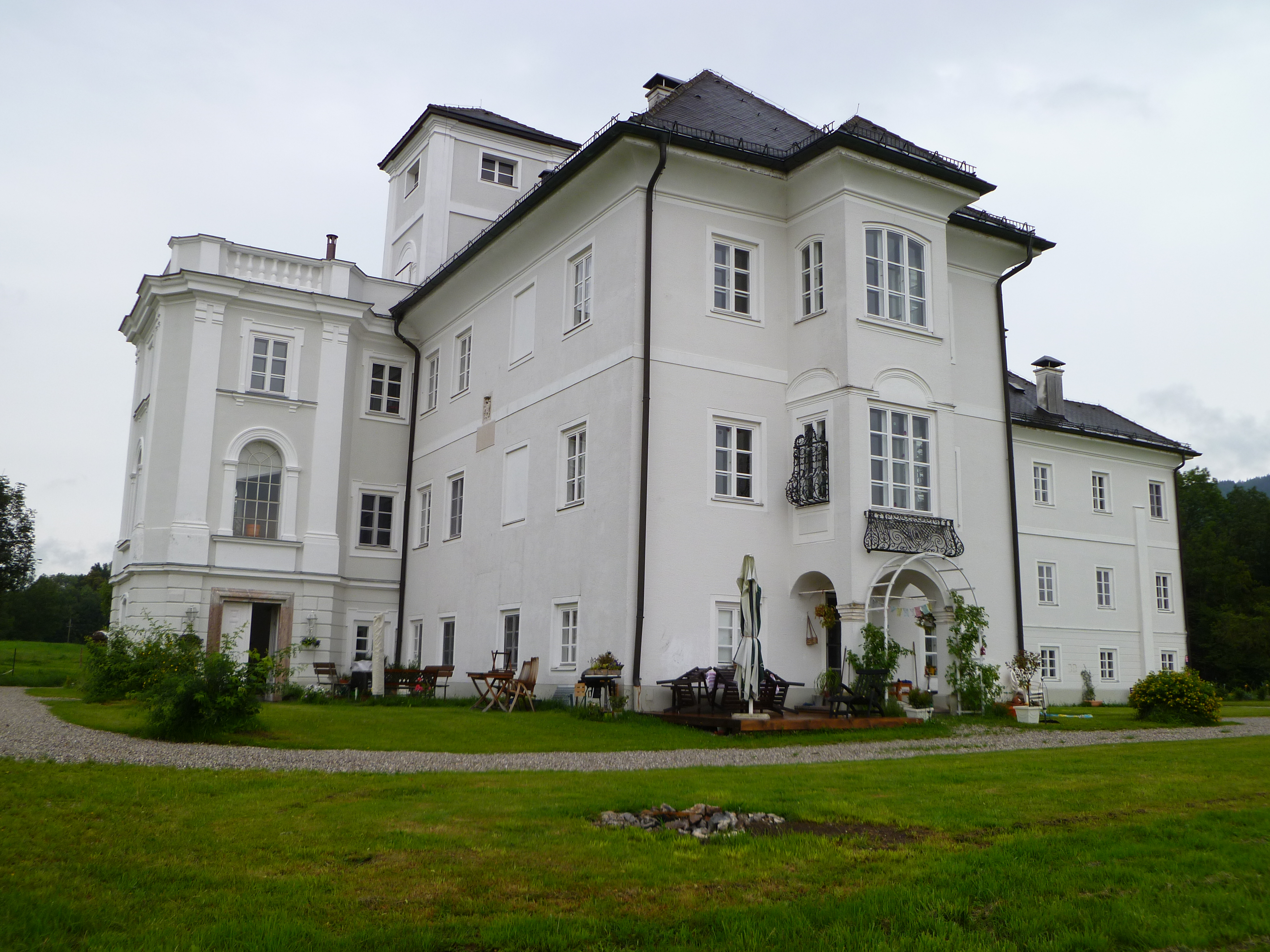
Schloss Weitwörth in Salzburg, 1777
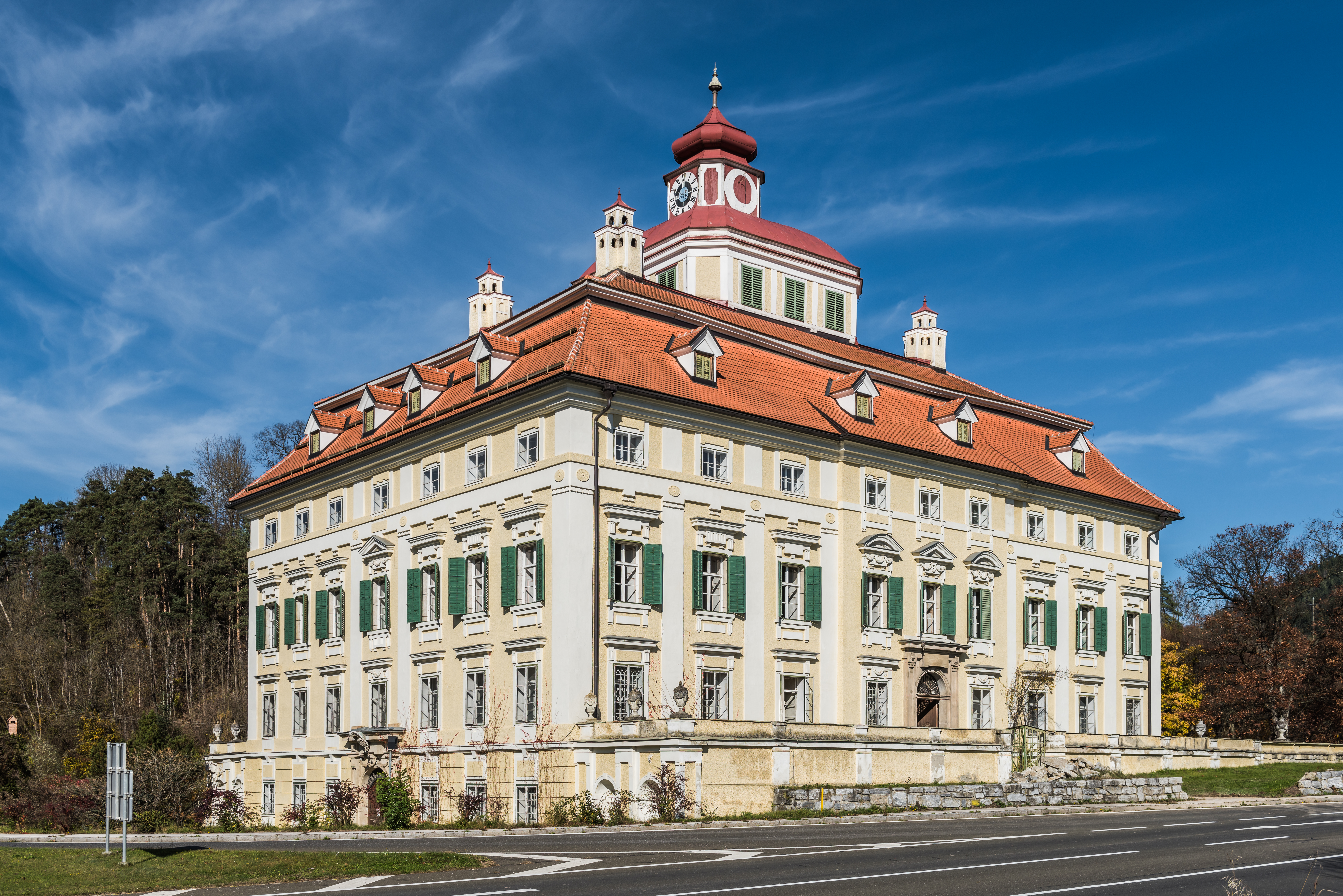
Schloss Pöckstein in Kärnten, 1778 – 1782
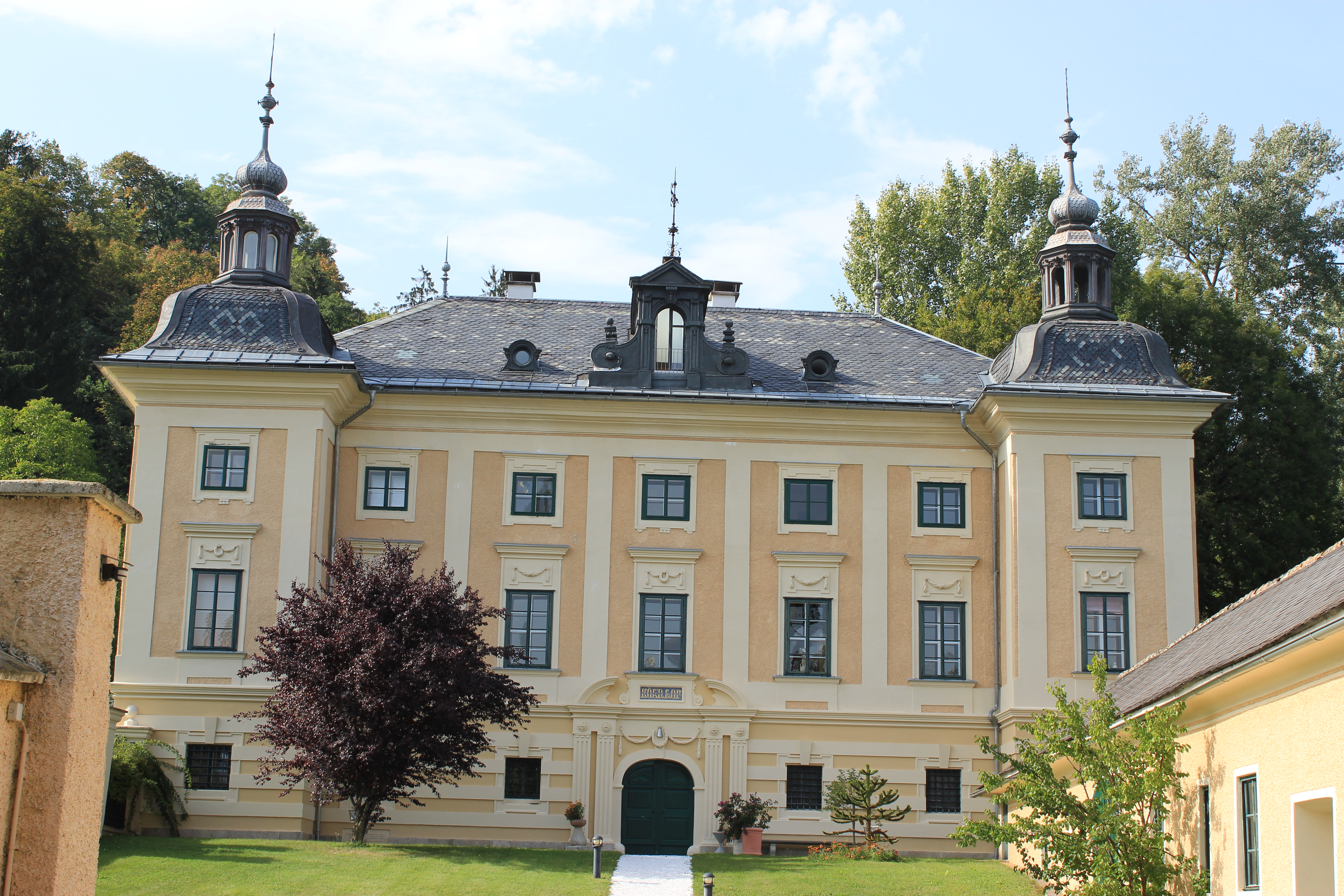
Schloss Kölnhof in Kärnten, 1778 – 1783
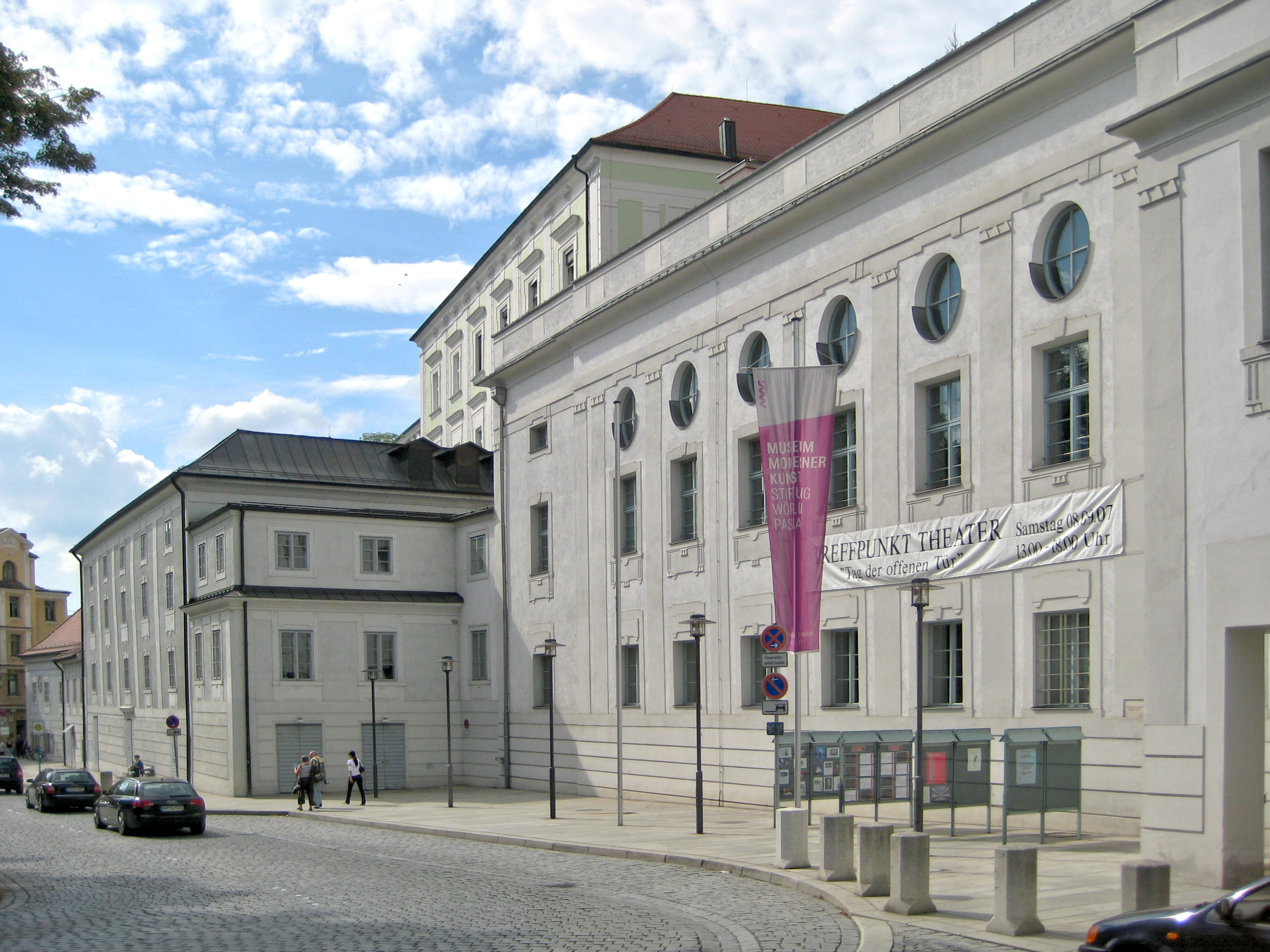
Stadttheater in Passau, 1783 – 1784
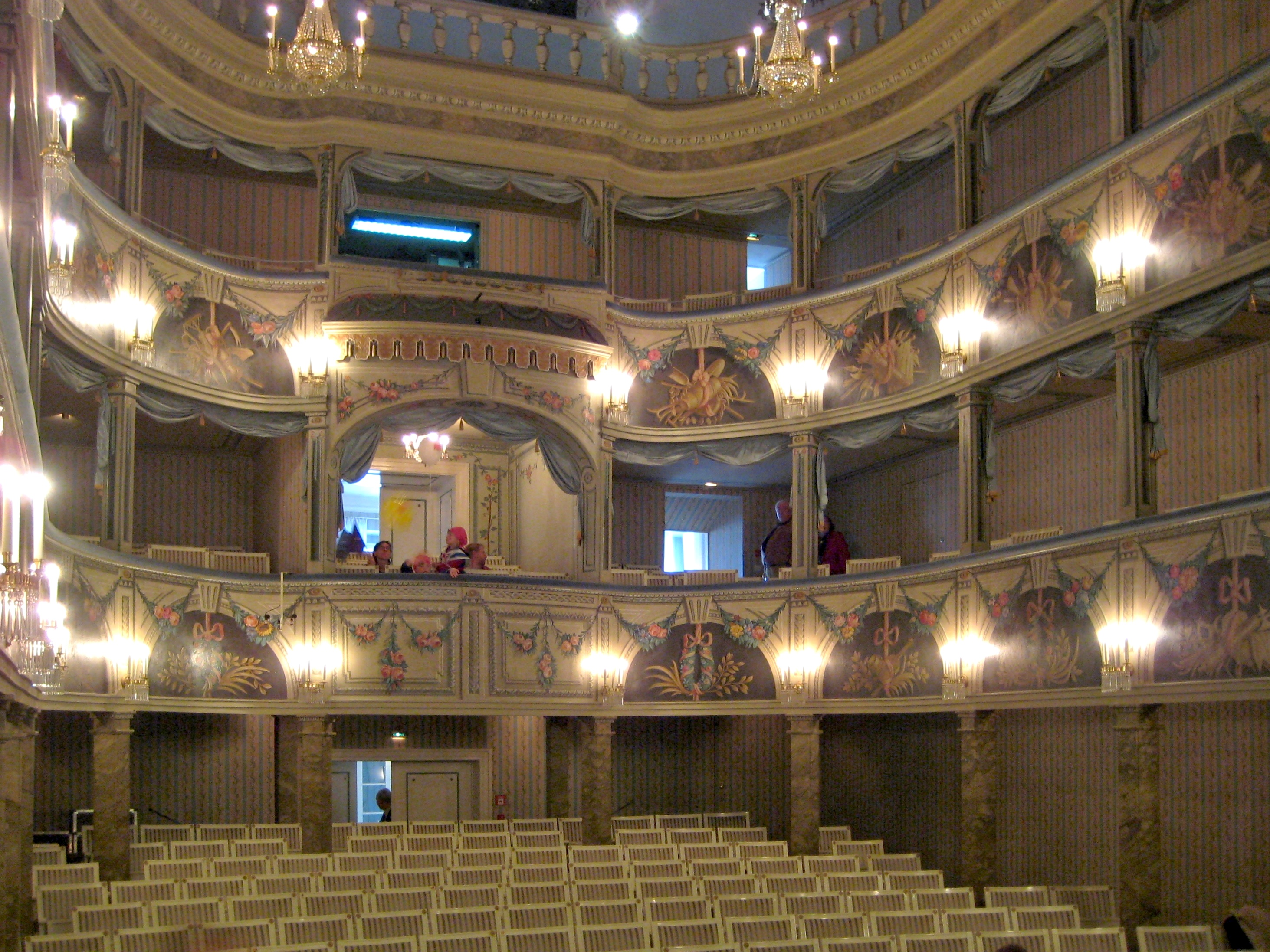
Stadttheater in Passau, Logen
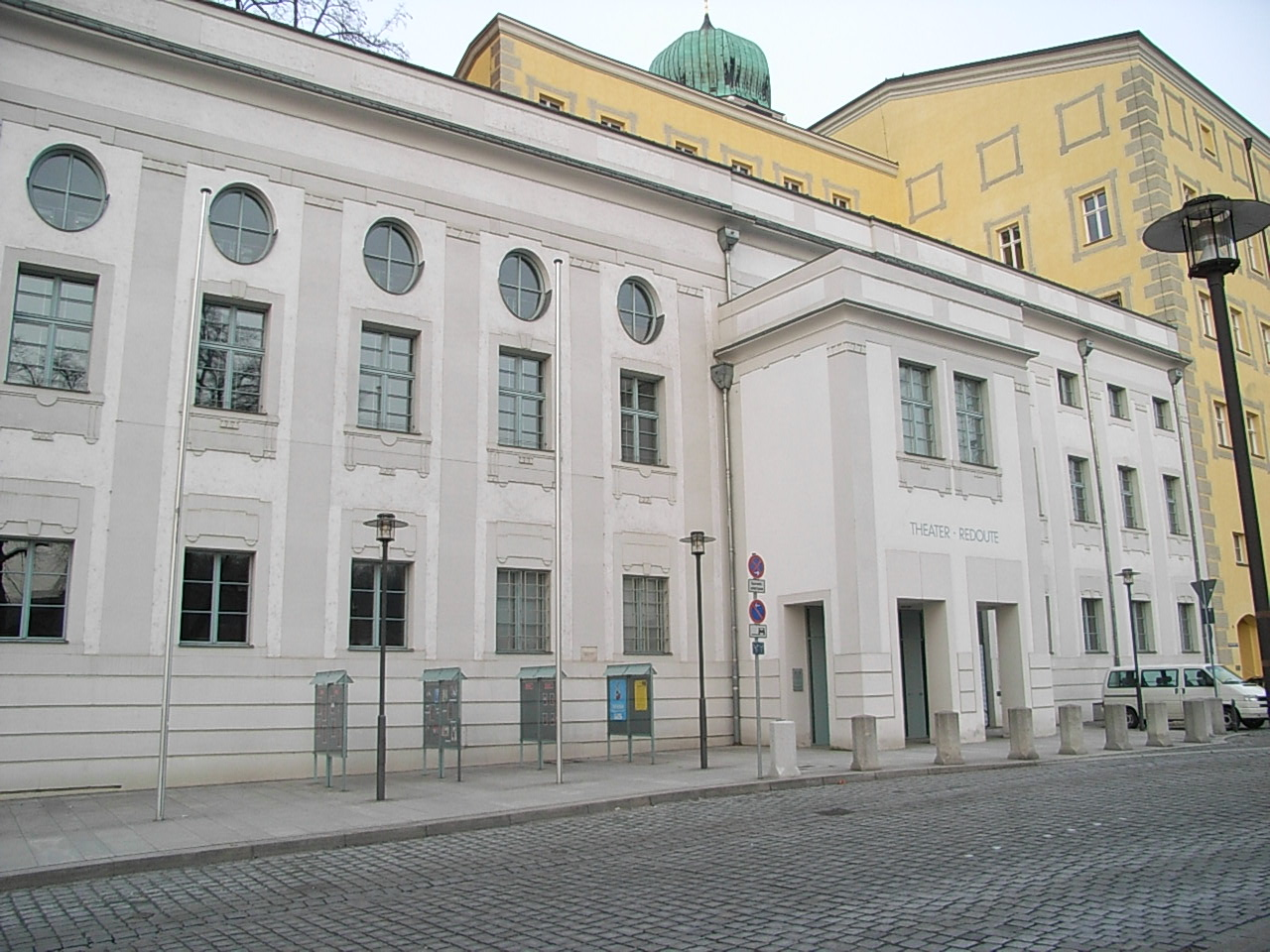
Redoutensaal am Theater, 1783 – 1784
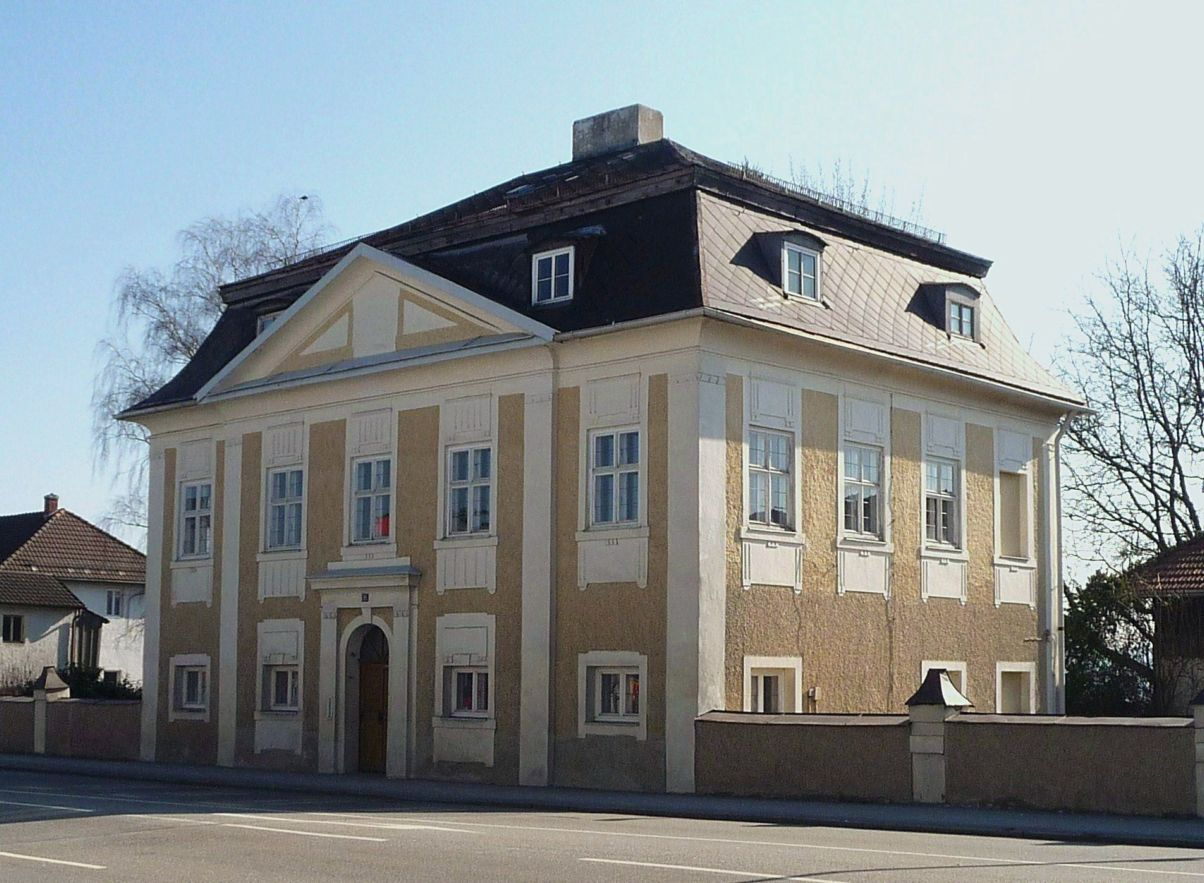
Schlössl Haidenhof in Passau, 1790
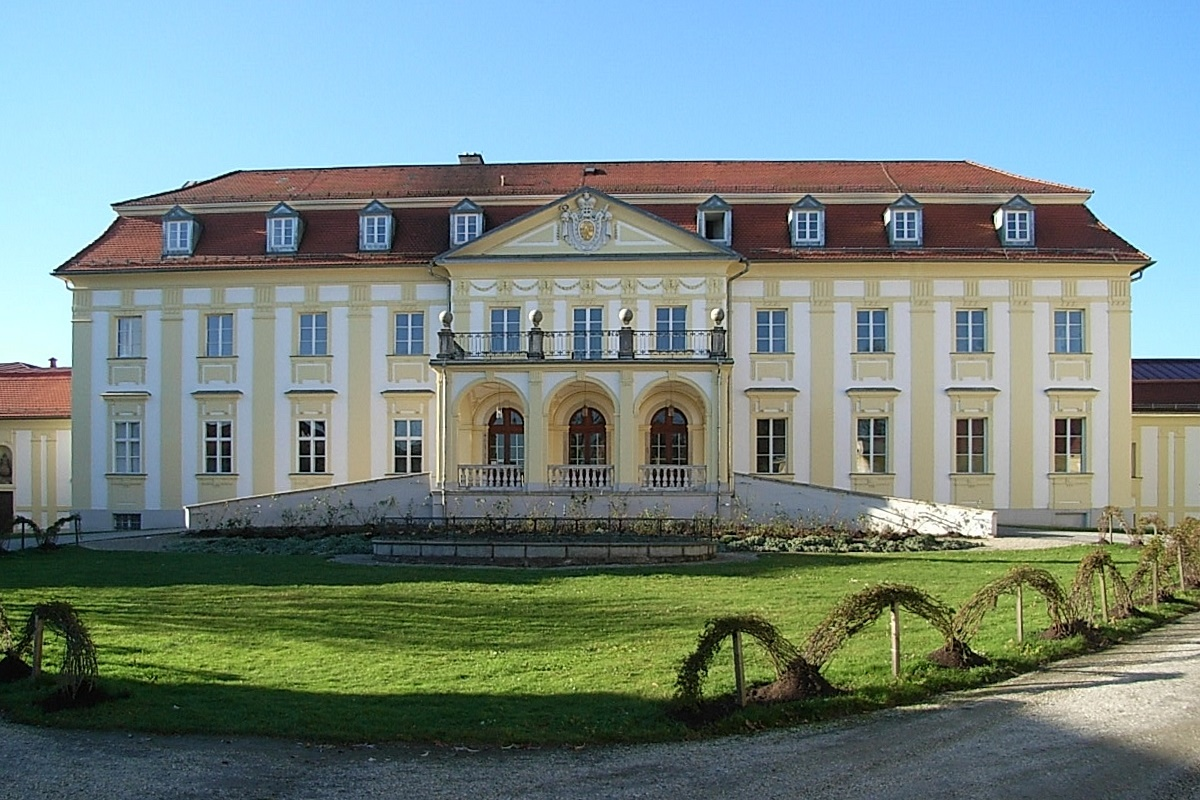
Schloss Freudenhain in Passau, 1785 – 1792
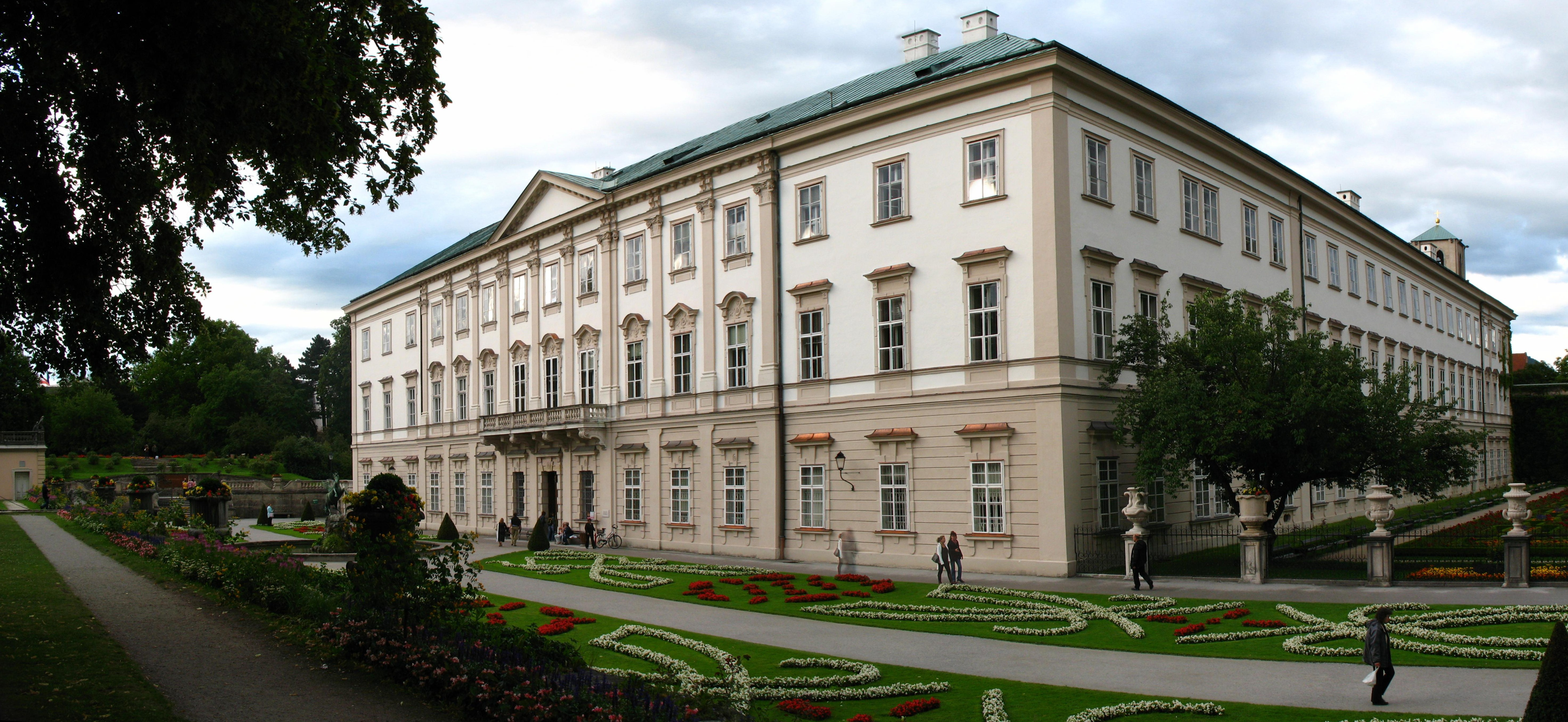
Schloss Mirabell, Wiederaufbau 1822 – 1824